# 中国水利水电建设集团公司
中国水利水电建设集团（Sinohydro Corporation）是中国特大型综合建设集团。2011年资产总额1,440.93亿元，包括水电施工建设、非水电施工建设、电力投资与经营、设备制造与租赁、房地产开发、海外投资与建设等六大业务板块。2011年全球最大225家国际工程承包商中排名第24位。2011年在“中国企业500强”中排名第80位。
2011年年底中国水利水电建设集团公司与中国水电工程顾问集团公司、国家电网公司和中国南方电网有限责任公司所属的14个省（市、区）电力勘测设计、工程、装备制造企业基础上经国务院批准合并组建国有独资中国电力建设集团有限公司。 
- 长春 水电一局
- 北京 水电二局
- 西安 水电三局
- 西宁 水电四局
- 成都 水电五局
- 丹东 水电六局
- 成都 水电七局
- 长沙 水电八局
- 贵阳 水电九局
- 都江堰 水电十局
- 三门峡 水电十一局
- 杭州 水电十二局
- 德州 水电十三局
- 昆明 水电十四局
- 西安 水电十五局